# Tension myosit syndrom
Tension myosit syndrom (TMS) är ett tillstånd som karakteriserat av psykosomatisk smärta i rörelseapparaten  och  neurologiska symtom, exempelvis ryggsmärtor.TMS-diagnosen och behandlingsprotokollet är inte accepterade av den traditionella medicinska vetenskapen. Upphovsman till begreppet är John E. Sarno, en professor i klinisk rehabilitering vid New York University School of Medicine och praktiserande läkare på Rusk Institute of Rehabilitation Medicine vid New York University Medical Center. Han har beskrivit TMS i fyra böcker,  och har uttalat att tillståndet kan vara inblandat även i andra smärttillstånd. Behandlingsprotokollet för TMS inkluderar undervisning, att skriva om känslomässiga bekymmer, återvändande till en normal livsstil, och för vissa patienter, stödmöten eller psykoterapi  År 2007 publicerade David Schechter (en läkare och före detta student till Sarno) en studie av TMS-behandling för ryggsmärta som visade att 54 procent av patienterna blev hjälpta av behandlingen. I termer av statistisk signifikans  och effektivitetsmått presterade metoden bättre än liknande studier av psykologiska interventioner för ryggsmärta.
TMS och Sarnos behandlingsmetoder har fått stor uppmärksamhet i USA, bland annat ett inslag i ABC:s 20/20;, ett avsnitt av Larry King Live;, en intervju med Medscape; och artiklar i  Newsweek, The Seattle Times, and The New York Times. Exempel på läkare som stödjer TMS är Andrew Weil och Mehmet Oz. Exempel på kända patienter som blivit behandlade för tension myosit syndrom är John Stossel, Howard Stern", and Anne Bancroft.

## Symtom
Ryggsmärta omnämns ofta som ett symtom på TMS. Sarno definierar dock symtomen på TMS mer brett än endast ryggsmärta:
- Typ av symtom: Symtom på TMS kan enligt Sarno innefatta smärta, stelhet, svaghet, pirrande, domningar och andra negativa sensationer.
- Symtomens belägenhet: Förutom ryggen, säger Sarno att TMS-symtom kan uppträda i nacken, knäet och i andra delar av kroppen.[2] Schechter uppger att symtomen har en tendens att röra sig till andra delar av kroppen. Han betraktar förflyttning av symtom som en viktig indikator på att smärtan härrör från TMS.[1]

## Diagnos
Följande är en lista med punkter som Schechter och Sarno föreslår för att diagnostisera TMS:
- “Frånvaro av fysiologisk orsak:” Schechter och Sarno uppger att en läkarundersökning, tester samt röntgen och annan avbildning kan behövas för att utesluta allvarliga tillstånd såsom tumörer.
- Så kallade “triggerpunkter” (tender points):[1]  Medan läkare använder arton triggerpunkter som kriterium på fibromyalgi, uppger Sarno att han använder sex huvudsakliga triggerpunkter för att diagnosticera TMS: två i övre trapezius två i ländryggen och två i sätesmuskulaturen. Han säger att smärta i dessa triggerpunkter återfinns hos 99 % av alla TMS-patienter. [10]
- “Historia av andra psykosomatiska tillstånd” Schechter och Sarno anser att en tidigare historia av andra psykosomatiska tillstånd är en indikation på att patienten kan lida av TMS. De nämner irritabel tarm, magkatarr och spänningshuvudvärk som exempel på psykosomatiska tillstånd.[1] [10]

Schechter och Sarno föreslår att om en patient inte har möjlighet att besöka en läkare som är kunnig inom TMS, bör patienten besöka en vanlig läkare för att utesluta frakturer, tumörer och infektioner. 

## Behandling

### Behandlingsprotokoll
Behandlingsprotokollet för TMS innefattar undervisning, att skriva om känslomässiga saker och återvändande till en normal livsstil. För patienter som inte återhämtar sig så snabbt, innefattar protokollet också stödgrupper och/eller psykoterapi.
Sarnos behandlingsprotokkoll används av Harvard RSI Action Group, en frivilligorganisation för studenter, som del av deras förebyggande undervisning och stödprogram för människor med musarm och liknande åkommor.
Undervisning
Undervisning kan ta formen av besök på läkarmottagning, föreläsningar samt böcker och inspelningar. Undervisningen innefattar de fysiologiska och psykologiska aspekterna av TMS. Enligt Schechter möjliggör undervisningen för patienten att “lära sig att deras fysiologiska tillstånd faktiskt är godartat och att den funktionsnedsättning de upplever är en konsekvens av smärtrelaterad rädsla och inlärning, och inte har att göra med risken för ytterligare 'skada.'”
Skriva om känslomässiga bekymmer
Sarno föreskriver att varje patient dagligen bör planera för att ha tid att tänka och skriva om bekymmer som kan ha lett till patientens undertryckta känslor. Han rekommenderar följande två skrivuppgifter:
- “Skriva en problemlista.” Sarno säger att varje patient bör försöka skriva ned alla problem som påverkar patientens känslomässiga situation. Han föreslår att man tittar närmare på följande områden: (a) särskilda barndomsupplevelser såsom misshandel eller brist på kärlek (b) personlighetsdrag såsom perfektionism, noggrannhet och en stark vilja att bli omtyckt av alla, (c) stress och påfrestningar i den nuvarande livssituationen, (d) åldrande och dödlighet, (e) situationer där patienten erfar ilska men inte ger uttryck för denna.
- ”Skriva uppsatser.” Sarno rekommenderar att patienten skriver en uppsats för varje punkt på ovannämnda lista. Han föredrar längre uppsatser då detta tvingar patienten att studera de känslomässiga frågorna på djupet.[9]

Schechter utvecklade en 30-dagars dagbok som han kallade “The MindBody Workbook” för att hjälpa patienten att skriva ner känslomässigt viktiga händelser och se sambandet mellan dessa och de fysiska symtomen. Enligt Sarno och Schechter leder daglig repetition av den psykologiska processen med tiden till att medvetenhet ersätter förträngning av känslor.
Återvändande till en normal livsstil
För att återgå till en normal livsstil, uppmanas patienterna att göra följande:
- “Sluta med fysiska behandlingar” - Sarno rekommenderar patienter att sluta använda naprapati, massage, sjukgymnastik och liknande behandlingar då dessa “tenderar att förstärka felaktig tro på en strukturell orsak till den kroniska smärtan”[11]
- ”Återuppta fysisk aktivitet” - Schechter uppger att patienter uppmuntras att gradvis bli mer aktiva och återuppta ett normalt liv.[1] Dessutom uppmuntras patienter att sluta med olika säkerhetsbeteenden för att skydda sina “skadade” ryggar.[20]

Stödgrupper
Sarno använder stödgrupper för patienter som inte snabbt återhämtar sig. Sarno uppger att stödgrupper (a) tillåter patienten att utforska de känslomässiga problemen som kan orsaka symtomen och (b) gör det möjligt att repetera lärdomar från den tidigare undervisningen.
Psykoterapi
Sarno säger att ungefär 20 % av hans patienter behöver psykoterapi. Han föreslår “korttids, dynamisk, analytiskt orienterad psykoterapi”. Schechter säger att han använder psykoterapi för ungefär 30 % av sina patienter och att sex till tio sessioner per patient behövs.

## Medicinska bevis
En studie av Schechter vid Seligman Medical Institute, skriven tillsammans med Arthur Smith, fann att behandling av TMS uppnådde en 57-procentig framgångsprocent bland patienter med kronisk ryggsmärta. Artikeln har inte blivit publicerad i någon formell vetenskaplig, s.k. peer-reviewed tidskrift.
En publicerad studie från 2007 av Schechter, Smith och Azen, fann en 54 % framgångsprocent för behandling av TMS med ryggsmärta (“P”<.00001). Behandlingen bestod av besök på mottagningen, hemstudier, skriva om känslomässiga saker och psykoterapi. Patienterna i denna studie hade i genomsnitt levt med smärta i 9 år. Patienter med mindre än 6 månader av smärta uteslöts från studien. 
Schechter, Smith och Azen jämförde också sina resultat med tre studier av andra psykologiska behandlingar av kronisk ryggsmärta. De tre icke-TMS-relaterade studierna valdes ut med hjälp av (a) ett kvalitetsmått, såsom Cochrane collaboration bedömt det, (b) likheten mellan deras smärtmått och de mått använda I TMS-studien. Av de tre icke-TMS-relaterade studierna visade endast en (Turners studie) statistiskt signifikanta resultat. Jämfört med TMS-studien visade Turners en lägre framgångsprocent och hade följaktligen en lägre grad av statistisk signifikans (“P”<.05).
Schechter m.fl. framförde att fördelen med TMS-behandling är att man på detta vis undviker riskerna som är kopplade till operationer och medicinering, men påpekar också att riskerna med TMS-behandling är mindre kända, på grund av det låga antalet patienter som studerats så långt.

## Teori
Enligt Sarno, är TMS ett tillstånd under vilket känslomässig stress orsakar fysisk smärta och andra symtom. Han teori föreslår att det autonoma nervsystemet minskar blodflödet till musklerna, nerverna eller andra vävnader, vilket leder till syrebrist, som upplevs som smärta och spänning i de berörda vävnaderna. Sarno resonerar att eftersom patienter ofta uppger att ryggsmärta verkar röra sig mellan olika ställen i ryggen, så tyder detta på att smärtan inte orsakas av en fysisk felaktighet eller skada.
Sarno hävdar att den underliggande orsaken till smärtan är sinnets försvarsmekanism mot omedveten stress och känslor såsom ilska och ångest. Den medvetna hjärnan distraheras av den fysiska smärtan samtidigt som den psykologiska bortträngningen trycker ner ilskan i det omedvetna, och därmed hindrar den från att nå medvetandet. Sarno anser att när patienter upptäcker att symtomen endast fyller rollen av att distrahera, att symtomen inte fyller något annat syfte, så försvinner symtomen. TMS kan på detta vis ses som ett psykosomatiskt tillstånd och har ibland kallats “distraktionssmärta-syndromet”.
Sarno är en högljudd kritiker av skolmedicin när det gäller diagnostiseringen och behandlingen av ryggsmärta. Den traditionella behandlingen förseskriver vila, sjukgymnastik, fysisk träning och/eller operation.

## Kritik
TMS-diagnosen är inte accepterad av traditionell medicinsk vetenskap. Sarno har självt sagt I en intervju med “Medscape Orthopaedics & Sports Medicine” att 99,999 % av läkare inte godtar denna diagnos. Samtidigt som den stora majoriteten av läkare inte accepterar TMS, finns det framträdande läkare som accepterar diagnosen. Andrew Weil, en känd läkare och förespråkare av alternativmedicin rekommenderar TMS-behandling för ryggsmärta. Mehmet Oz, en TV-personlighet och professor i kirurgi, har med TMS-behandling i sina fyra rekommendationer för att behandla ryggsmärta.  Richard E. Sall, en läkare som skrivit en bok om arbetsskador, har med TMS bland tillstånd som han ser som tänkbara orsaker till sjukfrånvaro. 
Kritiker inom traditionell medicin för fram att varken den bakomliggande teorin bakom TMS eller effektiviteten hos behandlingen har blivit ordentligt testade. De nämner placeboeffekten och regression mot medelvärdet som tänkbara förklaringar för konceptets framgång. Patienter kommer ofta till läkaren när smärtan är som värst, och smärtuppskattningar förbättras över tiden även om de inte behandlas och de flesta återhämtar sig från ryggsmärta inom några veckor utan någon behandling alls. Teorin om TMS har också blivit kritiserad som alltför förenklad för att förklara komplexiteten i kronisk smärta.
Sarno har svarat att han haft framgång med många patienter som har provat alla andra behandlingsmetoder, vilket han hävdar stödjer att regression mot medelvärdet inte är orsaken. Dessutom har den uttalade kritiken mot Sarnos idéer lett till en motkritik från Sarnos anhängare. Dessa pekar på att behandling för smärtproblem omsätter miljontals dollar och sysselsätter tusentals läkare, sjukgymnaster, massörer, kiropraktorer och andra, och att dessa skulle förlora på om det visade sig att Sarnos diagnos är korrekt.